# 巴劳鱵级潜艇
| 巴劳鱵級潛艇 美國海軍 · （Balao class submarine）              | 巴劳鱵級潛艇 美國海軍 · （Balao class submarine） |
| -------------------------------------------------------------- | ------------------------------------------------- |
| 巴勞鱵級一號艦巴勞鱵號（USS Balao SS-285），1945年時攝於關島。 |                                                   |
| 艦級概観                                                       |                                                   |
| 艦種                                                           | 潛艇                                              |
| 艦名                                                           | 巴劳鱵级                                          |
| 前級                                                           | 猫鲨级                                            |
| 次級                                                           | 丁鱥级                                            |

巴劳鱵级潜艇（Balao class submarine）是美國海軍在二次大戰時代所建造操作過的一個潛艇船級，是貓鯊級（Gato class）的改进型，由于其出色设计一共建造了120艘同級艦，成为美国历史上建造量最大的潜艇。它比起猫鲨级来内部布置有少许不同，但是更大的改进在于用了更厚、有更高张力的钢来制造耐压壳与骨架。
在諸多的同級艦中，刺尾鯛號（USS Tang SS-306）曾在一次测试中潛入187米深的深海。至於最後一艘建造的單鰭鱈號（USS Tusk SS-426）則是在美軍服役一段時間後，於1970年代移交给中華民國海軍改名「海豹」並持續服役至21世紀，成为现在世界服役年資最长的两艘潛艇之一。

## 戰績
巴劳鱵级潜艇在Mk 14型魚雷的許多問題解決後於1943年中期開始服役，幫助美國海軍潛艇部隊幾乎摧毀了日本商船隊和打擊日本帝國海軍。 本級的射水魚號潛艇於1944年擊沉了日本62,000 噸的信濃號航空母艦，這是史上潛艇擊沉的最大軍艦。 本級擊沉艦艇數最高的是刺尾鯛號潛艇 (SS-306)，累計33艘，總計116,454噸（根據1980年正式修訂數字）。海獅號（USS Sealion SS-315）因在台灣海峽擊沉金剛號戰艦和浦風號驅逐艦而聞名。。

## 纪念
有如下该级艇被改为纪念艇：
- USS Batfish (SS-310) 位于俄克拉荷马州木斯考基。
- USS Becuna (SS-319) 在宾夕法尼亚城费城独立海港纪念馆。
- USS 弓鳍鱼号 (SS-287) 在火奴鲁鲁美国海军潜艇博物馆。
- USS Clamagore (SS-343)在南卡罗莱纳州普莱森山顶爱国者点。
- USS Ling (SS-297) 在新泽西哈肯沙克的新泽西博物馆。
- USS Lionfish (SS-298) 在马萨诸塞州战列舰角。
- USS Pampanito (SS-383)在旧金山全国海事历史博物馆。并在1996年喜劇电影《潛艇總動員》（Down Periscope）中扮演電影主要舞台的魟魚號（USS Stingray, SS-161。與二戰功勳潛艦的「魟魚號（SS-186）」同名）。
- USS Razorback (SS-394) 在阿肯色州小北岩的内陆海事博物馆。